# Neustadt bei Coburg

Neustadt bei Coburg er en by i Landkreis Coburg i Regierungsbezirk Oberfranken i den tyske delstat Bayern. Den ligger 15 km nordøst for Coburg, og danner sammen med den umiddelbart tilgrænsende thüringske venskabsby Sonneberg et geografisk og økonomisk sammenhængende byområde.

## Geografi
Neustadt bei Coburg ligger i den nordøstlige del af landkreisen, i en bred dal i de sydlige udløbere af Thüringer Wald. Byen ligger ved foden af Neustadter „Hausberges“, der går op til de 515,5 meter høje Zeugenberge. Gennem byområdet løber floderne Röden og Steinach.

### Bydele og landsbyer
Neustadt b. Coburg er inddelt i 22 bydele
| - Aicha - Birkig - Boderndorf - Brüx - Ebersdorf - Fechheim - Fürth am Berg | - Haarbrücken - Höhn - Horb - Kemmaten - Ketschenbach - Meilschnitz - Mittelwasungen - Neustadt b. Coburg | - Plesten - Rüttmannsdorf - Thann - Unterwasungen - Weimersdorf - Wellmersdorf - Wildenheid |